# Teens'ブリブリCLUB
Teens'ブリブリCLUB（ティーンズブリブリクラブ）は、1987年10月5日から1989年10月6日まで文化放送で放送されていたラジオ番組。味の素の一社提供。このタイトルは、当時味の素から発売されていた炭酸飲料「Teens' 」とのタイアップによるものである。

## 概要
本番組がスタートする前に1987年10月2日まで放送されていた『Teen'sギャング男闘呼組』が別枠へ移り『WILD KNIGHTS 男闘呼組』としてリニューアルしたのに伴い、これから味の素「Teens'」一社提供枠を引き継いだ番組。「今、元気なのは10代の女の子たち」というディレクターの思い入れで企画された。
パーソナリティは当時の女性アイドル、歌手2人が担当。初代パーソナリティは大西結花と中村由真。1988年10月からは渡辺満里奈と小沢なつきに交替し、1989年4月からは渡辺のみ続投し、小沢から今井麻起子に交替した。
「結花&由真時代」では日替わりでテーマを設けて二人が思ったことをそのまま話し、そして寄せられたはがきを基にトークをするという本音の喋りが売りであり、番組の会員（毎月発行の機関紙と会員バッジが送られ、イベント優先招待の特典付き）を募集していた。はがきを読まれたリスナーに贈られる番組のノベルティグッズとしてテレホンカードなどが贈られていた。また定期的にリスナー参加イベントが開催。イベントはパーソナリティが渡辺満里奈メインに交替してからも継続された。
「渡辺満里奈時代」に替わってからは、「月曜：喜びの黄色、火曜：楽しみのピンク、水曜：憂鬱なブルー、木曜：希望の赤、金曜：ゲストと一緒に盛り上がる白」と曜日ごとのカラーを決め、ノベルティグッズも黄色、ピンク、青、赤、白の「Teens'バッグ」に変更。はがきを読まれた曜日ごとにそれぞれの色のバッグが贈られていた。また、小沢なつきから今井麻起子に交替した1989年4月以降は、番組のテーマも「女の子の微妙さ」に変更した。
番組のテーマ曲は、オープニングが堀井勝美PROJECT『AVENUE OF ENTERTAINMENT』収録曲『SEAFOOD RESTAURANT』、エンディングが松岡直也『ハートカクテル Vol.1』収録曲『1／3の確率』（「結花&由真」時代）。
本番組は、文化放送では一貫して『東京っ子NIGHTお遊びジョーズ』→『お遊びジョーズ』内のフロート番組として放送。『お遊びジョーズ』の終了とともに本番組も終了した。

## パーソナリティ
1987年10月5日 - 1988年10月7日
- 大西結花
- 中村由真

1988年10月10日 - 1989年10月6日
- 渡辺満里奈
- 小沢なつき （1989年3月31日まで）
- 今井麻起子 （1989年4月3日 - 1989年10月6日）
  - ※「満里奈&なつき時代」では、人見知りがちだった小沢をリラックスさせるという配慮から、渡辺は小沢を「ヤマさん」（本名が山下だから）と呼び、小沢は渡辺を「ナベさん」と呼ぶようにしていた[7]。

## 主なコーナー

### 結花&由真時代
不幸者がやってきた
- 「この世に自分ほど不幸な奴はいないだろう」といった不幸自慢などのような淋しい内容のはがきを募集していた[9]。
他

### 満里奈&なつき時代
不思議マップ（火曜）
- リスナーから不思議な体験ができる場所の情報を募集していた。当時小沢なつきが霊感が強いと言われていたことから、その実力を発揮できるコーナーとされていた[7]。

お始末劇場
- リスナーから、自分が始末に困ったという物品を送ってもらい、それを紹介していた[7]。
- この他、「はがきをくれた女子がぶりっ子か、ぶりっ子風だけどそうではないか」ということをはがきの文面から判定するコーナー[10]、など。

### 満里奈&麻起子時代
ストレス発散（月曜）
- リスナーから様々な怒り、不満なことのはがきを募集[8]。

Boy Meets Girl（火曜）
- 恋の悩みごとに応えたり、デートのコツをパーソナリティの二人が女子の感覚でコーチングするなどしていた[8]。

お笑いヒッチコック劇場（水曜）
- ミニ推理ドラマコーナー[8]。

トラブルバスター（木曜）
- トラブルの解決方法についてクイズ風に進行していたコーナー[8]。

面白ニュースショー（金曜）
- 最近の時事問題を女子の視点で分析していた[8]。

ビデオ撮影日誌
- 番組オリジナルVシネマ『ゴーストウェディング』（後述）の舞台裏を紹介していた[11]。

## オリジナルビデオ「ゴーストウェディング」
本番組末期の「満里奈&麻起子時代」に、渡辺満里奈と今井麻起子の主演、今関あきよしの監督で番組オリジナルのVシネマ『ゴーストウェディング』を製作。『お遊びジョーズ』パーソナリティのちびっこギャングの二人もディレクター、ADの役で出演している。最初は限定100名にプレゼントされる予定だったが、好評につきプレゼント枠が追加された。このビデオが本番組最後のプレゼント企画となり、入手希望者はこのビデオを一緒に観賞するメンバー10名全員の名前と電話番号を明記して応募。1989年9月22日から9月28日まで番組冒頭でキーワードが発表され、後にスタジオの二人から応募したメンバーの誰かに電話をかけてキーワードが正解出来たらメンバー10名のチームにこのビデオが1本プレゼントされた。
ストーリー
「Teens'ブリブリCLUB」の収録スタジオに、リクエストもメッセージも一切書かれておらず、書かれているのは聖書の一節がそのまま引用されてしたためられた文章。そんな白い封筒が1か月ほど前から届くようになった。しかし、その日届いた封筒はいつもと違い、中にはいっていたのは古めかしいセピア色の写真が一枚。なんとそれは麻起子のポートレートだった。ただならぬ空気が漂う中、番組の収録がスタート。しかし直後からトラブルが相次ぐ。そしてついに満里奈と麻起子の周りにも異変が現れ始めた・・・。

## 放送されていた局
- 文化放送（制作局）
  - 月曜 - 金曜 22:10 - 22:20 （1987年10月5日 - 1989年3月31日）
  - 月曜 - 金曜 22:28 - 22:38 （1989年4月3日 - 1989年10月6日　『お遊びジョーズ』内のコーナー枠再編により移動）

### ネット局
ネット局があったのは1988年10月 - 1989年3月の間のみ。この期間以外は文化放送のみでの放送。
- 山形放送：月曜 - 金曜 21:30 - 21:40
- 福井放送：月曜 - 金曜 21:10 - 21:20
- 山口放送：月曜 - 金曜 21:30 - 21:40
- 西日本放送：月曜 - 金曜 22:45 - 22:55
- 宮崎放送：月曜 - 金曜 21:30 - 21:40